# ماري وايت أوفينغتون
ماري وايت أوفينغتون (11 أبريل 1865 - 15 يوليو 1951) هي ناشطة أمريكية في حق المرأة بالتصويت، وصحفية، ومؤسسة مشاركة في الجمعية الوطنية للنهوض بالملونين (إن إيه إيه سي بّي).

## سيرتها
ولدت ماري وايت أوفينغتون في 11 أبريل 1865 في بروكلين بولاية نيويورك. وحضرت جدتها اجتماع كونيتيكت لصموئيل جوزيف ماي. وكان والداها من أعضاء الكنيسة التوحيدية ومن أنصار حقوق المرأة وشاركا في حركة مناهضة العبودية. وتلقت أوفينغتون تعليمها في معهد باكر الجامعي وكلية رادكليف، وشاركت في حملة الحقوق المدنية في عام 1890 بعد سماع خطاب فريدريك دوغلاس في كنيسة مدينة بروكلين بنيويورك وخطاب بوكر تي واشنطن عام 1903 في نادي الإصلاح الاجتماعي.
في عام 1894 التقت أوفينغتون إيدا بي ويلز، بينما كانت تأخذ هدايا عيد الميلاد لأطفال أخت إيدا. وقد شعرت ماري بالفزع الشديد من ظروفهم المعيشية لدرجة أنها بدأت العمل مع ويلز لإجبار المدينة على تحديث المساكن. وفي عام 1895 ساعدت في تأسيس مستوطنة غرين بوينت في بروكلين. وجرى تعيينها رئيسة للمشروع في العام التالي، وظلت أوفينغتون في منصبها حتى عام 1904 عندما جرى تعيينها زميلة في لجنة التحقيقات الاجتماعية بمجلس النواب في غرينتش. وعلى مدى السنوات الخمس التالية درست مشاكل التوظيف والإسكان في مناطق مانهاتن السوداء. وأثناء تحقيقاتها التقت دو بويز، ثم تعرفت بالأعضاء المؤسسين لحركة نياغارا.
انضمت أوفينغتون إلى الحزب الاشتراكي الأمريكي في عام 1905، متأثرة بأفكار ويليام موريس حيث التقت أ. فيليب راندولف، وفلويد ديل، وماكس إيستمان، وجاك لندن، الذين جادلوا بأن المشكلات العرقية كانت طبقية بقدر ما هي عرقية. وكتبت لمجلات وصحف مثل ذا ماسيس، ونيويورك إيفنينغ بوست، ونيويورك كول. وعملت أيضًا مع راي ستانارد بيكر وأثّرت في محتوى كتابه اتباع خط اللون الذي نُشر عام 1908.
في 3 سبتمبر عام 1908 قرأت مقالًا كتبه الاشتراكي ويليام إنجلش والينغ بعنوان «الحرب العرقية في الشمال» في صحيفة الإندبندنت. ووصف والينغ في المقال حصول أعمال شغب عرقية ضخمة استهدفت السكان السود في مسقط رأس أبراهام لينكون في سبرينغفيلد بولاية إلينوي، والتي أدت إلى مقتل سبعة أشخاص، وتدمير 40 منزلًا و24 شركة، و107 لائحة اتهام ضد مثيري الشغب. وأنهى والينغ المقال بدعوة المواطنين للتكاتف القوي لمساعدة السود. واستجابت أوفينغتون للمقال بالكتابة إلى والينغ والاجتماع به في شقته بمدينة نيويورك مع موظف الخدمة الاجتماعية الدكتور هنري موسكوفيتش. وقررت المجموعة إطلاق حملة من خلال إصدار دعوة لعقد مؤتمر وطني حول الحقوق المدنية والسياسية للأميركيين من أصل أفريقي في الذكرى المئوية لميلاد لينكون في 12 فبراير عام 1909.
عقدت اللجنة الوطنية للزنوج اجتماعها الأول في نيويورك في 31 مايو و1 يونيو من عام 1909. وبحلول مايو عام 1910 نظمت اللجنة الوطنية للزنوج مع الحاضرين في مؤتمرها الثاني هيئة دائمة تعرف باسم الجمعية الوطنية للنهوض بالملونين (إن إيه إيه سي بّي). وجرى تعيين أوفينغتون سكرتيرًا تنفيذيًا لها. وكان من بين الأعضاء الأوائل جوزفين روفين، وماري تالبرت، وماري تشيرش تيريل، وأينيز ميلهولاند، وجين أدامز، وجورج هنري وايت، ودبليو إي بي. ودو بويز، وتشارلز إدوارد راسل، وجون ديوي، وتشارلز دارو، ولينكولن ستيفنز، وراي ستانارد بيكر، وفاني غاريسون فيلارد، وأوزوالد غاريسون فيلارد، وإيدا بي ويلز بارنيت. وفي العام التالي حضرت أوفينغتون مؤتمر الأعراق العالمي في لندن. وجرى تعيين ريتشيتا راندولف والاس التي عملت مع أوفينغتون كسكرتيرة لعدة سنوات كأول موظفة في مكتب الجمعية الوطنية للنهوض بالملونين في عام 1912.
ظلت أوفينغتون نشطة في النضال من أجل حق المرأة في التصويت. وفي عام 1921 كتبت إلى أليس بول تطلب إليها دعوة امرأة سوداء لحضور احتفال حزب المرأة الوطني بإقرار التعديل التاسع عشر. كما كانت أوفينغتون أيضًا من دعاة السلام الذين عارضوا تورط الولايات المتحدة في الحرب العالمية الأولى. وخلال الحرب دعمت أوفينغتون أ. فيليب راندولف ومجلته ذا ماسنجر، التي قامت بحملة من أجل الحقوق المدنية للسود.